# Sušice
Sušice (tjekkisk udtale: [ˈsuʃɪtsɛ] ; tysk: Schüttenhofen) er en by i distriktet Klatovy i regionen Plzeň i Tjekkiet med omkring 11.000 indbyggere. Den historiske bymidte er velbevaret og er beskyttet ved lov som en urban monumentzone.
Sušice består af 17 bydele og landsbyer: Sušice I–III, Albrechtice, Červené Dvorce, Chmelná, Divišov, Dolní Staňkov, Humpolec, Milčice, Nuzerov, Páteček, Rok, Stráž, Volšovy, Vrabcov og Záluží.

## Etymologi
Navnet Sušice er afledt af det tjekkiske verbum sušit, altså "tør". På tidspunktet for dens etablering var det et sted, hvor man vaskede guld i vandløbene og  tørrede guldsandet efter vask.

## Geografi
Sušice ligger omkring 24 km sydøst for Klatovy og 56 km syd for Plzeň. Den ligger ved foden af Bøhmerwalds forbjerge. Det højeste punkt er bakken Sedlo på 902 m over havets overflade. Floden Otava løber gennem byen.

## Historie
Sušice opstod som en bosættelse nær Otava-floden i et guldmineområde. Bopladsen blev formentlig grundlagt omkring 790, men den første skriftlige omtale er fra 1233. I det 12. århundrede var området ejet af de bayerske grever af Bogen. Den blev igen forbundet med Bøhmen af kong Ottokar 2.  i det 13. århundrede, og efter 1260 blev den en kongelig befæstet by.
Under husitterkrigene (1419–1434) var Sušice en husitterby. Byens store økonomiske vækst fandt sted i det 16. århundrede, da byen profiterede på salt-, korn- og malthandelen med nabolandet Bayern. I det 17. og 18. århundrede led Sušice under krige, brande og modreformationen. Den mest ødelæggende var branden i 1707, som ødelagde det meste af byen. I 1800-tallet kom ny velstand. Produktionen af fosfor tændstikker startede her og gjorde Sušice berømt over hele verden. Også læderindustrien udviklede sig i byen, og i slutningen af 1800-tallet begyndte man at bryde og forarbejde kalksten.
Indtil 1918 var Sušice – Schüttenhoffen en del af det østrigske monarki (østrigsk side efter kompromiset i 1867). Byen var et administrativt sæde for distriktet af samme navn, en af de 94 Bezirkshauptmannschaften i Bøhmen.

## Transportere
Sušice ligger på den regionale jernbanelinje på vej fra Klatovy til Horažďovice.

## Seværdigheder
Bytorvets vartegn er renæssance-rådhuset med et 31 meter  højt tårn. Böhmerwald Museum ligger i et gotisk hus på hjørnet af pladsen. Den fokuserer på Sušices historie og den lokale produktion af tændstikker. Museet udstiller også den største tændstik i verden, der måler 3,6 meter.
Kirken Sankt Wenceslaus blev bygget i midten af det 14. århundrede. Dens sydlige mur blev dannet af bymuren. Under branden i 1707 blev kirken beskadiget og mistede sine to tårne. Det blev rekonstrueret i barokstil og et nyt lille tårn blev bygget. I 1884-1885 blev der foretaget pseudo-gotiske modifikationer. 
Kapucinerklosteret med kirken Sankt Felix af Cantalice blev grundlagt af kejser Ferdinand 3. Kirken blev bygget i 1651-1655 og klosterbygningen blev opført i 1665-1686. Det plejede at være et vigtigt pilgrimssted. Med undtagelse af årene 1950–1992 betjener klostret stadig kapucinerne.
Jomfru Marias himmelfartskirke er formentlig en del af en større ufærdig gotisk kirke fra 1300-tallet. Kirkegårdskirken blev genopført til sin nuværende form efter branden i 1591.
Skytsenglens kapel på Stráž-bakken i udkanten af Sušice er et væsentligt vartegn for byen. Det blev bygget i den tidlige barokstil i 1682-1683.  Det er et pilgrimssted, og vejen dertil er omkranset af korsets stationer.
Det jødiske samfund mindes ved to jødiske kirkegårde. Den Gamle Kirkegård er en af de ældste jødiske kirkegårde i Bøhmen. Den ældst bevarede gravsten er fra 1708.
Svatobor er en bakke med en højde på 845 moh. kendt for det eponyme observationstårn. Bakken var et helligt sted for de oprindelige slaviske stammer, og en gravplads blev opdaget ved dens fod. Udsigtstårnet i sten blev bygget i 1934, efter at det oprindelige tårn fra 1900 brændte ned. Det er 31,6 meter  højt.